# کستل کلننا
کستل کلننا (به ایتالیایی: Castel Colonna) یک منطقهٔ مسکونی در ایتالیا است که در Trecastelli واقع شده‌است. کستل کلننا ۱۳٫۳ کیلومتر مربع مساحت و ۱٬۰۶۹ نفر جمعیت دارد و ۱۲۵ متر بالاتر از سطح دریا واقع شده‌است.